# Wolfgang Wüster
Wolfgang Wüster é um herpetólogo e professor de Zoologia da Universidade de Bangor, no Reino Unido.
Wüster alcançou seu grau de bacharel na Universidade de Cambridge, em 1985 e seu doutorado na Universidade de Aberdeen, em 1990. Sua principal área de pesquisa é a sistemática e ecologia de serpentes venenosas, biologia evolutiva das cobras e estudos filogeográficos. Ele tem quase 100 artigos científicos sobre assuntos herpetological  e foi o editor científico do Herpetological Journal (2002–2009), a publicação científica da sociedade Herpetological britânica. Ele rotineiramente adquiriu campo de pesquisa em diversas localidades do mundo, e tem trabalhado com outros herpetólogos renomados como Dr. Bryan Grieg Fry da Australian Venom Research Unit e Dr. Joseph Bruno Slowinski. Sua pesquisa levou a uma grande reorganização da taxonomia elapidae.